# Gabriella Szűcs (handebolista)
Gabriella Ibolya Szűcs (31 de agosto de 1984) é uma handebolista profissional romena.

## Carreira
Gabriella Szűcs começou atuando pela Hungria, qual jogou até 2009.
representou a Seleção Romena de Handebol Feminino nos Jogos Olímpicos de Verão de 2016, que terminou em 9º lugar.